# Jean François Jules Herbé
Pour les articles homonymes, voir Herbé.
Jean François Jules Herbé, est un militaire français, ayant accédé au grade de général de brigade, né à Reims le 13 juin 1824, décédé au domaine de Mont-d'Arras, près de Trévoux (Ain), le 14 décembre 1893.

## Biographie
Commandeur de la Légion d'honneur, il fit ses études à Reims.
Sorti de Saint-Cyr en 1844, il était officier au 20e Léger lors de la guerre de Crimée; il suivit les cours de l'école normale de l'infanterie de Vincennes : il était fait capitaine le 27 mai 1854, et se distingua à la bataille de l'Alma. Adjudant-major en 1855, il passa au corps d'observation commandé par le général châlonnais Herbillon, fut blessé à La Tchernaïa de deux balles à l'aine gauche et d'une balle au mollet gauche, puis évacué sur Constantinople.
Blessé au Mexique où il fit campagne de 1862 à 1867 avec le 95e régiment d'infanterie de ligne, il fut nommé chef de bataillon au 97e régiment d'infanterie de ligne. En 1870, il combattait à Gravelotte où il fut blessé d'un balle à la poitrine et d'une au mollet droit; il fut fait prisonnier du 28 octobre 1870 au 16 mars 1871.
Il était lieutenant-colonel quand il fut appelé en 1880 comme colonel au commandement du 70e de Ligne.
Commandeur de la Légion d'honneur le 12 juillet 1880, officier de l'Instruction publique, il était fait général de brigade le 3 octobre 1882 et prit sa retraite en 1886.
On a de lui : Français et Russes. Lettres d'un officier Français ; cet ouvrage est dédié à son fils.

## Décorations
- Chevalier le 23 janvier 1866;
  -  Officier;
  -  Commandeur le 12 juillet 1880;
- Médaille commémorative de l'expédition du Mexique;
- l'Ordre du Medjidie de cinquième classe (Ottoman), le 21 juin 1859;
- Médaille de Crimée;
- Ordre de Notre-Dame de Guadalupe (Mexique), le 28 novembre 1859;
- Officier de l'instruction publique.